# Mikojan-Gurevič MiG-27
Mikojan-Gurevič MiG-27 (rusko Микоян МиГ-27) (NATO oznaka "Flogger-D/J") je enomotorni lovski bombnik z gibljivimi krili. Zasnovali so ga v Sovjetski zvezi pri biroju Mikojan-Gurevič, so ga pa izdelovali tudi licenčno v Indiji pri Hindustan Aeronautics kot Bahadur. Mig-27 je baziran na Mig-23. Za razliko od Mig-23, se Mig-27 ni veliko uporabljal zunaj Sovjetske zveze, večina drugi držav je uporaljala MiG-23 in Suhoj Su-22. Uporabnice Mig-27 so Indija, Kazakhstan in Šri Lanka. Vsi ruski in ukrajinski Mig-27 so upokojeni.
Mig-27, je sovjetski odgovor na ameriškega uničevalca tankov Warthog-Thunderbolt. Robustno, srednje veliko letalo je imelo eno samo nalogo, uničevanje ameriških in britanskih tankovskih enot na območju zahodne evrope. Začetki razvoja letala segajo v leto 1969, vendar pa prva letala postanejo operativna nekje v letu 1976, enote pa jih dobijo v uporabo v letu 1977. Raznovrstna oborožitev tega letala sega od raket zrak-zemlja pa do protitankovskih raket in bomb in topov velikega kalibra. Nekateri sovjetski strokovnjaki pa so po koncu hladne vojne trdili tudi, da je bilo to letalo sposobno na bojišče prenesti tudi nuklearno taktično bombo. Letalo še danes ostaja v operativni uporabi mnogih letaskih enot po svetu. Nekatere države pa so svoje Floggerje posodobile in jim s tem podaljšale operativno uporabo še za nekaj let.

## Tehnične specifikacije(MiG-27K)
Splošne karakteristike
- Posadka: 1 pilot
- Dolžina: 17,08 m ()
- Razpon kril: 

  - Razprta:  13,97 m
  - Zložena:  7,78 m ()
- Višina: 5 m ()
- Površina kril: 

  - Spread:  37,35 m2
  - Swept:  34,16 m2 ()
- Teža praznega letala: 11908 kg ()
- Naložena teža: 20300 kg ()
- Maks. vzletna teža: 20670 kg ()
- Pogon letala: 1 × Khatchaturov R-29B-300 Turboreaktivni z dodatnim zgorevanjem
  - Potisk motorjev (suh): 785 kN (176.480 lbf) ()
  - Potisk motorjev z dodatnim zgorevanjem: 112,8 kN ()

 Zmogljivost 
- Maks. hitrost: 

  - na nizki višini: Mach 1,10 (1350 km/h)
  - na višini 8000 m: Mach 1,77 (1885 km/h)
- Bojni radij: 780 km () 

  - 540 km (290 nmi; 340 mi) (z dvema Kh-29 ASM in tremi tanki za gorivo v načinu nizko-nizko-nizko "lo-lo-lo")
  - 225 km (120 nmi; 140 mi) (z dvema Kh-29 brez dodatnega goriva)
- Največji doseg: 2.500 km (1.550 mi) ()
- Višina leta: 14.000 m (46.000 ft) ()
- Hitrost vzpenjanja: 200 m/s (39.400 ft/min) ()
- Obremenitev kril: 605 kg/m2 (123,9 lb/sq ft) ()
- Razmerje potisk/teža: 0.62

Oborožitev

- Strelno orožje: 

  - 1 × GSh-6-30 30 mm top z 260–300 naboji
- Nosilci za orožje: 1 centralna, 4 pod trupom in 2 pod krilic s kapaciteto 4.000 kg (8.800 lb)
- Bombe: Splošne bombe